# Shigeo Yaegashi
Shigeo Yaegashi (Daejeon, Imperi Japonès, 24 de març de 1933 - Tòquio (Japó), 2 de maig de 2011), és un exfutbolista i exentrenador japonès.

## Biografia
Shigeo Yaegashi va créixer a la Prefectura d'Iwate. Vadisputar 45 partits amb la selecció japonesa.